# Кулиш, Николай Ефимович
Николай Ефимович Кулиш (16 апреля 1929, с. Гусиное, Градижский район, Кременчугский округ, Украинская ССР — 26 февраля 2008, Николаев, Украина) — советский украинский учёный, партийный и государственный деятель, председатель Николаевского облисполкома (1968—1975).

## Биография
В 1955 году окончил Белоцерковский сельскохозяйственный институт.
С 1955 года — на комсомольской, партийной и советской работе.
В 1967—1968 годах — заместитель председателя, в 1968—1975 годах — председатель исполкома Николаевского областного совета депутатов.
В 1975—1984 годах — профессор Николаевского кораблестроительного института, в 1984—2001 годах — ректор Николаевского сельскохозяйственного института (Николаевской государственной аграрной академии).
Доктор экономических наук, профессор. Автор более 180 научных трудов. Заслуженный деятель науки и техники Украины.